# Pseudonapomyza bifida
Pseudonapomyza bifida är en tvåvingeart som beskrevs av Zlobin 2002. Pseudonapomyza bifida ingår i släktet Pseudonapomyza och familjen minerarflugor.
Artens utbredningsområde är Uzbekistan. Inga underarter finns listade i Catalogue of Life.